# Mao Xiaotong
Mao Xiaotong (chino simplificado= 毛晓彤, chino tradicional= 毛曉彤), es una actriz china.

## Biografía
En 2005 se unió a la Academia Central de Arte Dramático (inglés: "Central Academy of Drama") de donde se graduó en el 2009. 
Comenzó a salir con el cantante chino Chen Xiang, sin embargo la relación terminó en octubre del 2017.

## Carrera
En el 2015 se unió al elenco recurrente de la serie Love Yunge from the Desert donde interpretó a la Gran Emperatriz Shang Guan, la esposa del Emperador Zhao de Han (Lu Yi).    
En agosto de 2016 se unió al elenco recurrente de la popular serie china Love O2O donde dio vida a la brillante, infantil y ruidosa Zhao Erxi, una estudiante de informática, así como la mejor amiga y compañera de cuarto de Bei Weiwei (Zheng Shuang), hasta el final de la serie el del mismo año.
En noviembre del mismo año se unió al elenco de la serie The Princess Weiyoung donde interpretó a Li Changru, una mujer que esconde su naturaleza hipócrita e intrigante detrás de su apariencia débil y delicada.
El 11 de septiembre del 2017 se unió al elenco principal de la serie Delicious Destiny donde dio vida a la brillante Song Jiaming, una guionista y directora de un espectáculo culinario, hasta el final de la serie el 16 de octubre del mismo año.
El 21 de octubre del 2019 se unió al elenco principal de la serie My Robot Boyfriend (我的机器人男友) donde interpretó a Jiang Mengyan, hasta el final de la serie el 4 de diciembre del mismo año.
El 3 de noviembre del mismo año se unió al elenco principal de la serie Who's Not Rebellious Youth donde dio vida a Tang Shi, hasta el final de la serie el 10 de diciembre del mimsmo año.
El 15 de julio del 2020 se unió a la tercera entrega de la serie "The Lost Tomb": The Lost Tomb 3 (también conocida como "Reunion: The Sound of the Providence") donde interpreta a Bai Haotian, hasta ahora.
Ese mismo año se unirá al elenco de la serie Painting Jianghu (también conocida como "Bu Liang Ren") donde dará vida a Ji Ruxue.
También se unirá al elenco principal de la serie Nothing But Thirty donde interpretará a Zhong Xiaoqin, una mujer ordinaria con un trabajo ordinario que está casada con un hombre con una carrera estable en una gran empresa y cuya vida cambia cuando uno de sus libros tiene éxito y su rol como sostén de la familia cambia afectando su matrimonio.
En septiembre del mismo año se anunció que se había unido al elenco principal de la serie The Bond donde dará vida a Qiao Sanli, una de las hermanas de la familia Qiao.

## Filmografía

### Series de televisión
| Año             | Título                           | Personaje                  | Notas        |
| --------------- | -------------------------------- | -------------------------- | ------------ |
| 2021 - presente | The Bond                         | Qiao Sanli                 |              |
| 2020 - presente | Magical Legend                   | Hu Yong'er                 |              |
| 2020 - presente | The Fated General                | Wu Cai                     |              |
| 2020 - presente | Nothing But Thirty               | Zhong Xiaoqin              |              |
| 2020 - presente | Painting Jianghu                 | Ji Ruxue                   |              |
| 2020 - presente | The Lost Tomb 3                  | Bai Haotian                |              |
| 2019            | Who's Not Rebellious Youth       | Tang Shi                   | 44 episodios |
| 2019            | My Robot Boyfriend               | Jiang Mengyan              | 42 episodios |
| 2017            | Delicious Destiny                | Song Jiaming               | 56 episodios |
| 2017            | Be With You                      | Yao Yao                    |              |
| 2016            | The Princess Weiyoung            | Li Changru                 |              |
| 2016            | Love O2O                         | Zhao Erxi                  | 30 episodios |
| 2015 - 2016     | Miss Unlucky                     | Bei Lili                   | 30 episodios |
| 2015            | The Gold Matchmaker 2            | Jin Linglong               |              |
| 2015            | Love Yunge from the Desert       | Gran Emperatriz Shang Guan |              |
| 2014            | The Romance of the Condor Heroes | Guo Fu                     |              |
| 2014            | New Snow Leopard                 | Xiao Ya                    |              |
| 2014            | Love is Back                     | Bao Niannian               | 41 episodios |
| 2014            | Sword Family Women               | Yang Wenjun                |              |
| 2014            | The Home of Lady                 | Zeng Linggan               |              |
| 2014            | Woman in a Family of Swordsman   | Ming Yue                   |              |
| 2014            | Lady's House                     | Ceng Ling Ge               |              |
| 2014            | The Palace 3: The Lost Daughter  | Chunxi                     |              |
| 2013            | The Demi-Gods and Semi-Devils    | Zhong Ling                 |              |
| 2012            | The Magic Blade                  | Nangong Ling               |              |
| 2012            | Empresses in the Palace          | Caipin, Noble Dama Ying    |              |
| 2011            | Night Falls in Chang'an          | Bai Mudan                  |              |
| 2011            | Silly Youth                      | Zhao Subu (de joven)       |              |
| 2010            | Detective                        | Liu'er                     |              |

### Películas
| Año  | Título         | Personaje          | Notas                                                             |
| ---- | -------------- | ------------------ | ----------------------------------------------------------------- |
| 2019 | Zui + Pai Dang | Oficial de Policía | junto a Qin Junjie                                                |
| 2015 | Fighting Youth | Su Shi             | junto a Sun Jian, Van Fan, Wei Daxun, Aarif Rahman y Kingdom Yuen |

### Programas de variedades
| Año              | Título                               | Notas                  |
| ---------------- | ------------------------------------ | ---------------------- |
| 2021             | Chuang 2021                          | invitada               |
| 2020             | Keep Running                         | invitada               |
| 2019             | 亲爱的，结婚吧！                     | miembro                |
| 2019             | 青年的力量                           |                        |
| 2018             | Very Quiet Distance (非常静距离)     |                        |
| 2018             | Shake It Up (新舞林大会)             | participante           |
| 2018             | 这就是世界波                         |                        |
| 2018             | Day Day Up (天天向上)                | invitada               |
| 2018             | Crossover Singer S3 (跨界歌王第三季) |                        |
| 2018             | Everlasting Classics (经典咏流传)    |                        |
| 2017             | The Birth of An Actor                | (ep. #5) - invitada    |
| 2017             | 了不起的兽人族                       |                        |
| 2017             | Mid-Autumn Night (中秋之夜)          |                        |
| 2017             | The Generation Show (年代秀)         |                        |
| 2015, 2017, 2021 | Happy Camp (快乐大本营)              | 3 episodios - invitada |
| 2016             | 穿越吧厨房                           |                        |
| 2016             | 元宵晚会                             |                        |

### Eventos
| Año  | Título           | Notas |
| ---- | ---------------- | ----- |
| 2021 | 2020 Weibo Night |       |

### Revistas / sesiones fotográficas
| Año        | Título                     | Notas                  |
| ---------- | -------------------------- | ---------------------- |
| 2020       | World Fashion China        |                        |
| 2019       | Go Fashion                 |                        |
| 2019       | Knight Magazine            |                        |
| 2019       | The Icon Magazine          |                        |
| 2019       | Link Magazine              | (edición de otoño)     |
| 2019       | Mode Magazine              |                        |
| 2019       | POPSHOW                    |                        |
| 2019       | Inmo Snap                  | (publicación de mayo)  |
| 2019       | NewPic                     |                        |
| 2019       | OnFashion                  |                        |
| 2019       | Men's Health (时尚健康)    |                        |
| 2018, 2019 | Chic Magazine (小资)       | (publicación de junio) |
| 2018       | Harper's BAZAAR (芭莎珠宝) |                        |
| 2018       | 昕薇                       |                        |
| 2017       | Cosmopolitan China         | [ 14 ]                 |
| 2017       | 宠物世界                   |                        |
| 2017       | NewStar (潮星)             |                        |
| 2017       | 北京青年周刊               |                        |

## Discografía
| Año  | Título                            | Álbum                                                  | Notas |
| ---- | --------------------------------- | ------------------------------------------------------ | --- |
| 2020 | Let the World Be Filled With Love | Lanzado por China Federation of Literary & Art Circles | (Canción para apoyar a quienes luchan contra el coronavirus) dejó un mensaje de aliento junto a otros artistas |

## Premios y nominaciones
| Año  | Categoría                            | Premio                      | Trabajo               | Resultado |
| ---- | ------------------------------------ | --------------------------- | --------------------- | --------- |
| 2016 | Most Charismatic Actor on the Screen | 8th China TV Drama Award    | The Princess Weiyoung | Ganó      |
| 2016 | Best Supporting Actress              | 5th Annual DramaFever Award | The Princess Weiyoung | Nominada  |